# (150046) Cynthiaconrad
(150046) Cynthiaconrad est un astéroïde de la ceinture principale.

## Description
(150046) Cynthiaconrad est un astéroïde de la ceinture principale. Il fut découvert le 1er décembre 2005 à Kitt Peak par Marc William Buie. Il présente une orbite caractérisée par un demi-grand axe de 2,95 UA, une excentricité de 0,04 et une inclinaison de 11,0° par rapport à l'écliptique.